# Роберт Алтман
Роберт Бернард Алтман (енгл. Robert Bernard Altman; Канзас Сити, 20. фебруар 1925 — Лос Анђелес, 20. новембар 2006) је био амерички режисер, сценариста и продуцент.
Учествовао је у Другом свјетском рату као пилот. Након рата студирао је технику на универзитету Мисури, а затим је радио као новинар, пишући и објављујући приче. Године 1946, са Г. В. Џорџом написао је сценарио за филм Тјелохранитељ Ричарда Флајшера, а од 1949. до 1955. године режирао је рекламе и документарне филмове.
На играном филму је као редитељ дебитовао 1955. филмом Делинквенти (енгл. The Delinquents), а 1957. био је коредитељ са Ф. В. Џорџом у Причи о Џејмсу Дину (енгл. The James Dean Story). Ниједан од тих филмова није привукао већу пажњу критике. Потом га је Алфред Хичкок ангажовао у својој ТВ-серији Алфред Хичкок вам представља. Од 1957. до 1967. режирао је неколико епизода серија Бонанца, Луде двадесете и Аутобуска станица. Филму се вратио 1968. и режирао је два наслова осредње вриједности : Одбројавање (енгл. Countdown, 1968) и Тога хладнога дана у парку (енгл. That Cold Day in the Park; 1969).
Филмом M.A.S.H (1970) постигао је велики успјех код критике и публике и освојивши Гран при у Кану када га је већина критичара прогласила најеминетнијим представником модерног америчког филма. Исте године режирао је ексцентричну комедију Брустер Маклауд. У сљедећих пет година режирао је Привиђења (енгл. Images; 1972), Калифорнијски покер (енгл. California Split; 1974), три жанровски јасно профилисана филма - вестерн Коцкар и блудница (енгл. McCabe and Mrs. Miller, 1971), детективски филм Приватни детектив (енгл. The Long Goodbye, 1973). према роману Рејмонда Чандлера као и гангстерски филм Сви смо ми лопови (енгл. Thives like us, 1974). У ове филмове унио је обиљежја свог стила: склоност према разарању америчких митова, успоравање акције наглашавањем атмосфере и психолошке разраде ликова, форсирање случајности чиме се разбија каузалност нарације. Врхунац Алтманове редитељске каријере представља филм Нешвил (1975). Слиједила је креативна стагнација, да би средином деведесетих снимио неколико значајних филмова: Играч (енгл. The Player, 1992); Кратки резови (енгл. Short Cuts, 1993) и Висока мода (1994), a 2001. Госфорд парк.

## Младост и каријера
Алтман је рођен 20. фебруара 1925, у Канзас Ситију у Мисурију, као син Хелен (рођене Метјуз), потомка путника са брода Мејфлауер родом из Небраске, и Бернарда Клемента Алтмана, богатог продавца осигурања и аматерског коцкара, који је потицао из породице више класе. Алтманово порекло је немачко, енглеско и ирско; његов деда са очеве стране, Франк Алтман старији, англицизовао је писање презимена из „Altmann” у „Altman”. Алтман је имао католичко васпитање, али није наставио да прати или практикује религију као одрасла особа, иако су га називали „неком врстом католика” и католичким редитељем. Похађао је исусовске школе, укључујући средњу школу Рокхерст у Канзас Ситију. Матурирао је на војној академији Вентворт у Лексингтону у Мисурију 1943. године.
Године 1943. Алтман се придружио Ваздухопловним снагама војске САД у својој 18. години. Током Другог светског рата, Алтман је летео на више од 50 бомбардерских мисија као члан посаде на B-24 Либерејтору са 307. Бомбардерском групом у Борнеу и Холандској Индији.
После отпуста из војске 1946. године, Алтман се преселио у Калифорнију. Радио је на оглашавању за компанију која је изумила машину за тетоважу ради идентификације паса. Ушао је у филмски рад из хира, када је продао сценарио фирми RKO за филм из 1948. под насловом Телохранитељ, који је написао заједно са Џорџом В. Џорџом. Алтманов брзи успех га је охрабрио да се пресели у Њујорк, где је покушао да створи каријеру писца. Након што у томе није успео, 1949. се вратио у Канзас Сити, где је прихватио посао режисера и писца индустријских филмова за компанију Калвин. У фебруару 2012 редитељ Гари Хагинс пронашао је један рани Калвинов филм у Алтмановој режији режији Алтмана, под  насловом Модерни фудбал (1951).
Алтман је режирао 65 индустријска и документарна филма пре него што га је 1956. године унајмио локални бизнисмен да пише и режира играни филм у Канзас Ситију о малолетничкој делинквенцији. Филм под насловом Деликвенти, направљен за 60.000 америчких долара, купило је предузеће Уједињени уметници за 150.000 америчких долара, и пласиран је на тржиште 1957. године. Мада примитиван, овај тинејџерски експлоатациони филм је садржао основе Алтмановог каснијег рада у виду његове употребе неформалног, натуралистичког дијалога. Са овим успехом, Алтман се преселио последњи пут преселио из Канзас Ситија у Калифорнију. Он је корежирао Џејмс Динову причу (1957). Овај документарац је са журбом пласиран у биоскопе да би се искористила недавна смрт глумца и задовољила потражња следбеника његовог настајућег култа.
Као редитељ познат је по израженој критичности према америчком друштву и преиспитивању вредности друштва у својим филмовима, кадрирању великог броја глумаца у једној сцени и честим покретањем камере.

## Филмографија

### Играни филмови
- (Алтманов биоскопски деби, 1956)
- (кратки филм, 1965)
- (кратки филм, 1966)
- (кратки филм, 1966)
- (кратки филм, 1966)
- (кратки филм, 1966)
- (1968)
- (1969)
- , 1970
- Брустер Меклауд (Brewster McCloud, 1970)
- Коцкар и блудница (McCabe & Mrs. Miller, 1971)
- , 1972
- Приватни детектив (The Long Goodbye, 1973)
- Сви смо ми лопови (Thieves Like Us, 1974)
- Калифорнијски покер (California Split, 1974)
- Нешвил (Nashville, 1975)
- Буфало Бил и Индијанци (Buffalo Bill and the Indians, or Sitting Bull's History Lesson, 1976)
- Три жене (3 Women, 1977)
- Свадба (A Wedding, 1978)
- Квинтет (Quintet, 1979)
- Идеалан пар (A Perfect Couple, 1979)
- Здравље (Health, 1980)
- Попај (Popeye, 1980)
- Џими Дин, врати се (Come Back to the Five and Dime, Jimmy Dean, Jimmy Dean, 1982)
- Стримерс (Streamers, 1983)
- Тајна част (Secret Honor, 1984)
- (1984, приказан 1987)
- Луди за љубављу (Fool for Love, према комаду Сема Шепарда, 1985)
- (1987)
- (сегмент Les Boréades, 1987)
- Винсент и Тео (Vincent and Theo, 1990)[11][12]
- Играч (The Player, 1992)
- Кратки резови (Short Cuts, 1993)
- Висока мода (Prêt-à-Porter, познат и под називом Ready to Wear, 1994)
- Канзас Сити (Kansas City, 1996)
- (1998)
- (1999)
- (2000)
- (2001)
- (2003)
- Кућни пријатељ из прерије, негде и као The Last Show 2006)